# Rhyothemis graphiptera
Rhyothemis graphiptera – gatunek ważki z rodziny ważkowatych (Libellulidae).